# Chico Vaughn
Charles Vaughn, detto Chico (Portland, 19 febbraio 1940 – Carbondale, 25 ottobre 2013), è stato un cestista statunitense, professionista nella NBA e nella ABA.

## Carriera
Venne selezionato dai St. Louis Hawks al quarto giro del Draft NBA 1962 (26ª scelta assoluta).

## Palmarès
- Campionato ABA: 1

Pittsburgh Pipers: 1968
- ABA All-Star Game: 1

1968
- Ottavo giocatore con il maggior numero di triple messe a segno nella storia dell'ABA (306)